# فالدوسي
فالدوسي (بالبرتغالية: Valdeci Moreira da Silva) هو لاعب كرة قدم برازيلي في مركز لاعب وسط، ولد في 26 مارس 1995 في فورتاليزا في البرازيل. لعب مع نادي كوريتيبا.

## وصلات خارجية
- فالدوسي على موقع قاعدة بيانات كرة القدم.إي يو (الإنجليزية)
- فالدوسي على موقع Soccerway.com (الإنجليزية)